# Thalassema arcassonense
Thalassema arcassonense is een lepelworm uit de familie Thalassematidae.
De wetenschappelijke naam van de soort werd in 1902 gepubliceerd door Cuenot.